# Caernarfon
Caernarfon (/ kərnɑːrvən /; valižansko [kaɨrnarvɔn]) je kraljevsko mesto, skupnost in pristanišče v Gwyneddu, Wales, kjer živi 9615 prebivalcev (stanje 2011). Leži ob vzhodni obali ožine Menai nasproti otoka Anglesey. 
Carnarvon in Caernarvon sta angleško zapisani imeni, ki sta bili zamenjani leta 1926 oziroma leta 1974.

## Zgodovina
Bogati naravni viri v ožini Menai in okoli nje so omogočili naselitev že v prazgodovini. V obdobju, znanem kot Rimska Britanija, so v regiji živeli Ordoviki, keltsko pleme. Rimska utrdba Segontium (imenovana po bližnji reki Seiont) je bila ustanovljena okrog leta 80 n. št. zaradi podjarmljenja Ordovikov ob rimskem osvajanju Britanije. Po rimskem umiku iz Britanije okoli leta 410 je bilo naselje znano kot Cair Segeint ("trdnjava Seiont") in kot Cair Custoient ("trdnjava Constantius ali Constantine"). 
V poznem 11. stoletju je Viljem Osvajalec pri Caernarfonu odredil gradnjo gradu mota kot del vdora Normanov v Wales.  Bil je neuspešen in Wales je ostal neodvisen do približno leta 1283. Normanski grad mota je bil zgrajen poleg naselja in je bil znan kot y gaer yn Arfon ("trdnjava v Arfonu", regija Arfon – izvor imena je povezan z lego nasproti Angleseyja, znanega kot Môn v valižanščini).
Nato je Caernarfon postal del Kraljevine Gwynedd. Listina Llywelyna Velikega (Llywelyn ap Gruffudd – kralj Gwynedda) iz leta 1221 za kanonika samostana Penmon na Angleseyju omenja Kaerinarfon ; Brut y Tywysogion (Kronika princev – valižansko srednjeveško besedilo, nadaljevanje knjige Zgodovina britanskega kraljestva  (Historia Regum Britanniae), ki jo je napisal valižanski zgodovinar Geoffrey iz Monmoutha), omenja  Kaerenarvon in Caerenarvon. 
V 13. stoletju se Llywelyn ap Gruffudd, vladar Gwynedda, ni hotel pokoriti angleškemu kralju Edvardu I., zato so Angleži osvojili Gwynedd. Temu je sledila gradnja gradu Caernarfon, ki je ena največjih in najveličastnejših utrdb, ki so jih Angleži zgradili v Walesu. Leta 1284 je bila s Statutom iz Rhuddlana ustanovljena angleška upravna enota Caernarfonshire, pa tudi okrožje Caernarfon, grofija in trg ter sedež angleške vlade v severnem Walesu.
Leta 1283 je kralj Edvard I. prenehal osvajanje Walesa, ko ga je zavaroval z verigo gradov in obzidanih mest. Zdi se, da se je gradnja novega kamnitega gradu Caernarfon začela takoj za tem.  Edvardov arhitekt, James iz svetega Georgea, se je zgledoval po gradu in obzidju Konstantinopla, morda se je zavedal legendarne povezave. 
Edvardov četrti sin Edvard Caernarfonski, pozneje Edvard II., se je rodil na gradu aprila 1284 in leta 1301 postal valižanski princ (Prince of Wales). Zgodba, zapisana v 16. stoletju, pripoveduje, da je bil novi princ rojen Valižan in se je predpostavljalo, da ni nikoli spregovoril niti besedice angleško, vendar ni sodobnih dokazov za to.  Bil je podpornik križarjev.
Caernarfon je bil ustanovljen kot okrožje leta 1284 z listino Edvarda I. Listina je določila za župana okrožja upravnika gradu.  
Nekdanje občinsko okrožje se je leta 1963 preimenovalo v kraljevo okrožje. Leta 1974 je bilo odpravljeno z zakonom o lokalni samoupravi iz leta 1972. Skupnosti, ki ga je nasledila, je bil odobren status "kraljevo mesto". Caernarfon je bil okraj zgodovinskega okrožja Caernarfonshire.
Vzpon Tudorjev na prestol Anglije je umiril sovražnosti med Angleži in povzročil, da je grad začel propadati. 
Leta 1911 se je David Lloyd George, poslanec za Caernarfon, strinjal z britansko kraljevo družino, da razglasitev valižanskega princa prenesejo v grad Caernarfon. Slovesnost je bila 13. julija in s tem je bila prihodnost Edvarda VIII. uradno določena.
Leta 1955 je bil Caernarfon kandidat za naslov prestolnice Walesa iz zgodovinskih razlogov, a ni bil potrjen z glasovanjem valižanskih lokalnih oblasti, dobil je le 11 glasov v primerjavi s Cardiffom, ki jih je dobil 136.  Valižansko glavno mesto je postal Cardiff.
Mesto Caernarfon se je razvilo v veliko turistično središče in sedež sveta Gwynedda z uspešnim pristaniščem in marino. Razširilo se je prek srednjeveških zidov. V njem je največ valižansko govorečih državljanov v Walesu. Status kraljevskega okrožja (Royal Borough) mu je dodelila kraljica Elizabeta II. leta 1963, a je bil leta 1974 spremenjen v "kraljevo mesto". Grad in obzidje sta del svetovne dediščine pod naslovom Castles and Town Walls of King Edward in Gwynedd (Gradovi in obzidja kralja Edvarda v Gwyneddu).
1. julija 1969 je bila na gradu Caernarfon  slovesnost za Charlesa, valižanskega princa. Kljub terorističnim grožnjam in protestom, ki so se končali s smrtjo dveh članov gibanja za obrambo Walesa (Mudiad Amddiffyn Cymru), je potekala brez zapletov. Alwyn Jones in George Taylor sta bila ubita, ko je bomba, nameščena na železniški progi v Abergelu, da bi ustavila britanski kraljevi vlak, eksplodirala prezgodaj. Bombni napad je organiziral vodja gibanja John Jenkins. Pozneje so ga prijeli in je bil obsojen na deset let zapora. 

## Geografija
Caernarfon leži na južnem bregu ožine Menai s pogledom na otok Anglesey, 13,8 km jugozahodno od Bangorja, 31,2 km severno od Porthmadoga in približno 12,9 km zahodno od Llanberisa in narodnega parka Snowdonia.  V mestu je ustje reke Seiont, ki ustvarja naravno pristanišče, kjer se izliva v ožino Menai. Grad Caernarfon stoji ob ustju reke.  Cesta A487 poteka neposredno prek Caernarfona. Do Llanberisa ob vznožju Snowdona se je mogoče pripeljati po cesti A 4086, ki pelje dalje vzhodno od mesta do Capel Curiga. Severno od mesta je kolesarska pot lon Las Menai do bližnjega Y Felinhelija. Južno od mesta je kolesarska pot Lôn Eifion, ki vodi do Bryncira v bližini Criccietha. Pot ponuja pogled na gore Snowdon  vzdolž polotoka Llŷn in čez na otok Anglesey.  Obnova železniške proge Welsh Highland Railway ali Rheilffordd Eryri, ozkotirne spomeniško zaščitene proge, je bila končana leta 2011 in poteka od Caernarfona do Porthmadoga, kjer se združi s progo Festiniog. 

## Gospodarstvo
Zgodovinski pomen in znamenitosti Caernarfona omogočajo razvoj turizma.  Mnoga lokalna podjetja skrbijo za turistične storitve. Tu so številna gostišča, gostilne in lokali, hoteli, restavracije in trgovine. Večina trgovin v mestu je v središču mesta okrog Pool Streeta in na Grajskem trgu (Maes) ali na Doc Fictoria. Številne trgovine so prav tako znotraj obzidja mesta.
Pool Street in Grajski trg (Maes) imata več velikih maloprodajnih trgovin in manjših neodvisnih trgovin. Pool Street je pešcona  in glavna mestna nakupovalna ulica. Grajski trg, po navadi imenovan "Maes", je tudi mestna tržnica, ki oživi vsako soboto vse leto, poleti pa je tudi ob ponedeljkih.  Trg je bil prenovljen leta 2009. Od tedaj so prepiri zaradi prometa in težav s parkiranjem. Med prenovo je bilo odločeno, da odstranijo ovire in se ustvari "skupen prometni prostor". To je prvi tovrstni primer v Walesu, vendar ga je svetnik Bob Anderson opisal kot "preveč dvoumen" za udeležence v prometu.  Veliko očitkov je bilo tudi zaradi odstranitve zelo starega hrasta pred banko HSBC, ki je bil zgodovinska značilnost. Ko je bil julija 2009 Maes ponovno odprt, je lokalni politik in minister za dediščino Walesa Alun Ffred Jones AM rekel: "uporaba lepega lokalnega skrilavca je zelo pomembna na novem Maesu".
V mestu je veliko starih javnih zgradb, med njimi The Four Alls, The Anglesey Arms Hotel, The Castle Hotel, The Crown, Morgan Lloyd, Pen Deitch in The Twthill Vaults. Najstarejša hiša v Caernarfonu je Black Boy Inn, ki je bila last iste družine več kot 40 let, dokler je leta 2003 niso prodali lokalnemu neodvisnemu družinskemu podjetju. Pub znotraj obzidja Caernarfona stoji že od 16. stoletja in v zgradbi naj bi bilo zaznanih precej duhov. 
Znotraj in okoli mestnega obzidja so številne restavracije, javne zgradbe, gostilne, gostišča in prenočišča. 

## Uprava
V mestu je sedež sveta Gwynedda. Za mesto in preostali del severozahodnega Walesa deluje okrajno sodišče, ki se je leta 2009 preselilo v nov kompleks na cesti Llanberis. Caernarfon je zdaj del volilne enote Arfon za britanski parlament in državni zbor za Wales. Mesto je pobrateno z mestom Landerneau v Bretanji. 

## Demografija
Leta 2001 je v župniji Caernarfon živelo 9611 prebivalcev.  Pogovorno so znani kot "Cofis". Beseda "cofi" / kɒvi / se uporablja tudi za opis lokalnega narečja in vsebuje veliko besed, ki jih drugje ne uporabljajo.
V Walesu ima Gwynedd največ govorcev valižanščine. Največ jih je v Caernarfonu in okoli njega.  Glede na popis leta 2001 je 86,1  % prebivalstva govorilo valižansko; največ starih  10–14 let, od katerih je 97,7 %  govorilo tekoče. Mesto je danes središče valižanskega nacionalizma.

## Znamenitosti

### Grad Caernarfon
Sedanja grajska stavba je bila zgrajena med letoma 1283 in 1330 po nalogu kralja Edvarda I. Obkrožena je z obzidjem in poligonalnimi stolpi ter naj bi bila posnetek obzidja Konstantinopla. Veličastno obzidje z devetimi stolpi in dvema vhodnima poslopjema je v glavnem ohranjeno. Zanj skrbi Cadw in je odprt za javnost. V gradu je vojaški muzej Royal Welch Fusiliers.

### Mestno obzidje
Srednjeveško obzidje z osmimi stolpi in dvema vhodoma z dvojnimi stolpi sestavlja 730 metrov dolgo vezje okoli starega mestnega jedra. Zgrajeno je bilo med letoma 1283 in 1285. Obzidje je v oskrbi Cadw in je majhen del je dostopen javnosti. Obzidje in grad Caernarfon sta bila leta 1986 razglašena za del svetovne dediščine.   V obrazložitvi Unesca sta grad in obzidje skupaj z drugimi kraljevimi gradovi v Gwyneddu "najboljša primera vojaške arhitekture poznega 13. in začetka 14. stoletja v Evropi". 

### Cerkev svetega Pebliga
Posvečena je svetemu Pebligu, sinu svete Elen in Magna Maksima. Zgrajena je bila na pomembnem zgodnjekrščanskem kraju, kjer je bil pred tem rimski mitrej ali tempelj Mitre, v bližini rimske trdnjave Segontium. Rimski oltar je ohranjen v eni od sten, restavratorsko delo iz 19. stoletja. Sedanja cerkev v glavnem izvira iz 14. stoletja in je na seznamu stavb stopnje I. 

### Kip Davida Lloyda Georgea
Kip na Grajskem trgu je delo W. Goscomba Johna in je bil postavljen leta 1921, ko je bil Lloyd George predsednik vlade. David Lloyd George je bil poslanec od leta 1890 do 1945. 

### Stara tržnica
Dvorana stare tržnice na ulicah Hole-in-the-Wall Street in Crown Street je bila zgrajena leta 1832, vendar sta bili notranjost in streha obnovljeni pozneje v istem stoletju. Stavba je na seznamu stopnje II. 

## Pomembni prebivalci
- Edvard II. – (25. april 1284–21. september 1327), imenovan tudi Edward of Caernarfon, je bil angleški kralj od 1307 do odstavitve januarja 1327;
- sveta Elen (valižansko Elen Luyddog, dobesedno Helen of the Hosts), pogosto angleško Helen, v poznem 4. stoletju ustanoviteljica cerkve v Walesu. Pravijo, da je bila hčerka rimsko-britskega vladarja Eudafa Hena (Octavius) in žena Magna Maksima, vladarja v Britaniji, Galiji in Španiji v 4. stoletju, ki je bil ubit v bitki leta 388. Elen ni bila nikoli uradno razglašena za svetnico v Rimu, a valižanska cerkev jo ima za svetnico; v Angliji je znana kot sveta Helen iz Caernarfona  ali bolje kot sveta Helena (Helena Konstantinopelska);
- Emily Huws (rojena 3. marca 1942), pisateljica otroške literature v valižanščini;
- Lewis Jones (30. januar 1836–24. november 1904) eden od ustanoviteljev valižanskega naselja Y Wladfa v Patagoniji.